# قطعنامه ۱۶۰۷ شورای امنیت
قطعنامه  ۱۶۰۷ شورای امنیت سازمان ملل متحد که در تاریخ ۲۱ ژوئن ۲۰۰۵ تصویب شد، سندی بین‌المللی دربارهٔ بررسی وضعیت در لیبریا است. این قطعنامه طی نشست ۵۲۰۸ام با ۱۵ رای موافق، ۰ مخالف و ۰ ممتنع تصویب شد.